# Física de la imagen por resonancia magnética

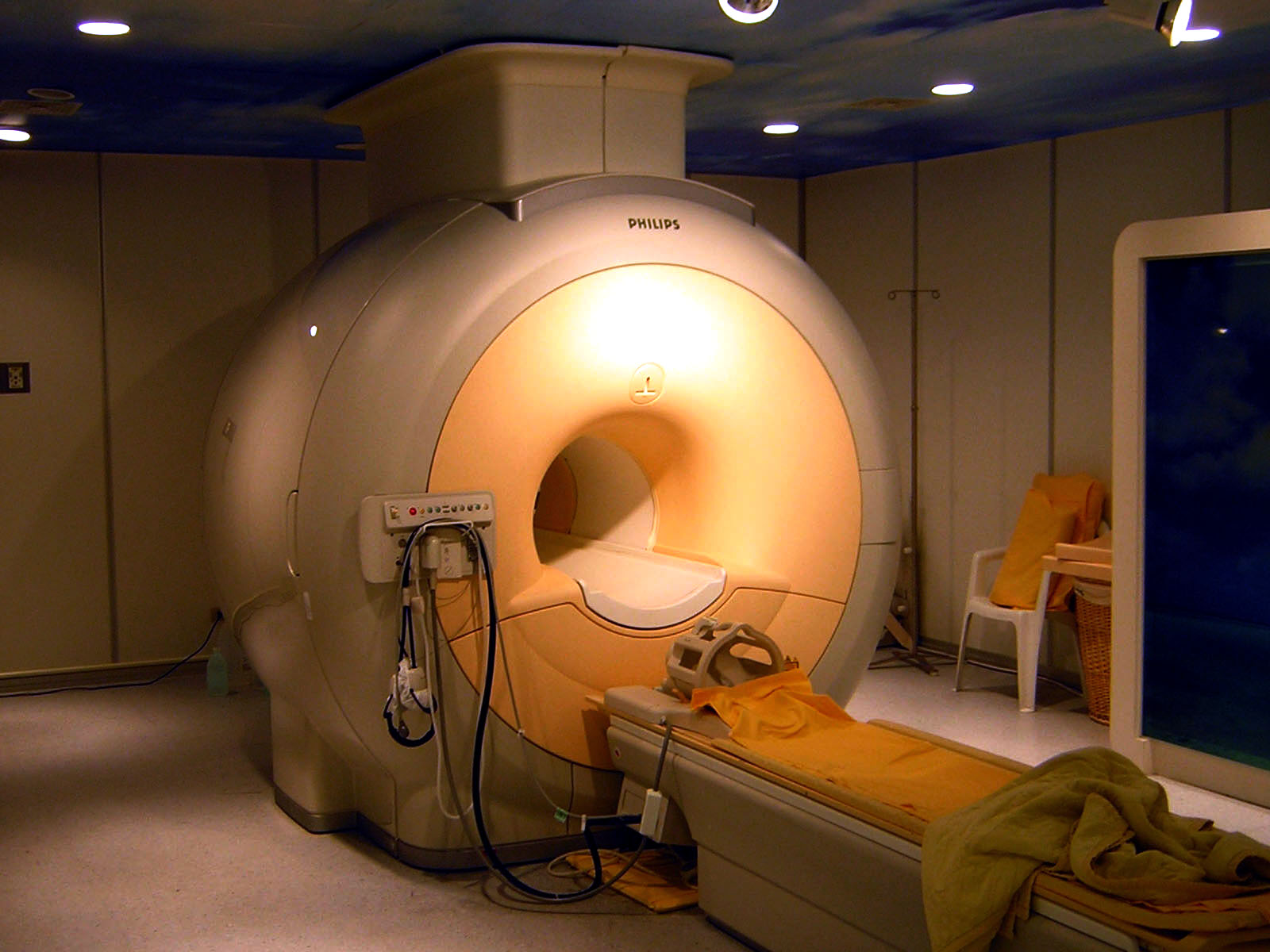
Escáner de resonancia magnética.

La física de la imagen por resonancia magnética (IRM) se refiere a las consideraciones físicas fundamentales de las técnicas de IRM y a los aspectos tecnológicos de los dispositivos de IRM. La resonancia magnética es una técnica de imagen médica que se utiliza sobre todo en radiología y medicina nuclear para investigar la anatomía y fisiología del cuerpo y detectar patologías como tumores, inflamaciones, afecciones neurológicas como el ictus, trastornos musculares y articulares y anomalías en el corazón y los vasos sanguíneos, entre otras. Se pueden inyectar agentes de contraste por vía intravenosa o en una articulación para mejorar la imagen y facilitar el diagnóstico. A diferencia del TAC y los rayos X, la RMN no utiliza radiación ionizante y es, por tanto, un procedimiento seguro y adecuado para el diagnóstico en niños y carreras repetidas. Hoy en día, los pacientes con implantes metálicos específicos no ferromagnéticos, implantes cocleares y marcapasos cardíacos también pueden someterse a una RMN a pesar de los efectos de los fuertes campos magnéticos. Esto no se aplica a los dispositivos más antiguos, los detalles para los profesionales médicos son proporcionados por el fabricante del dispositivo.
Ciertos núcleos atómicos son capaces de absorber y emitir energía de radiofrecuencia cuando se colocan en un campo magnético externo. En la resonancia magnética clínica y de investigación, los átomos de hidrógeno se utilizan con mayor frecuencia para generar una señal de radiofrecuencia detectable que es recibida por antenas situadas muy cerca de la anatomía que se examina. Los átomos de hidrógeno abundan de forma natural en las personas y otros organismos biológicos, especialmente en el agua y la grasa. Por esta razón, la mayoría de las exploraciones por RMN trazan esencialmente la ubicación del agua y la grasa en el cuerpo. Los pulsos de ondas de radio excitan la transición de energía del espín nuclear y los gradientes del campo magnético localizan la señal en el espacio. Al variar los parámetros de la secuencia de pulsos, se pueden generar diferentes contrastes entre los tejidos en función de las propiedades de relajación de los átomos de hidrógeno que contienen.
Cuando están dentro del campo magnético (B0) del escáner, los momentos magnéticos de los protones se alinean para ser paralelos o antiparalelos a la dirección del campo. Aunque cada protón individual sólo puede tener una de las dos alineaciones, el conjunto de protones parece comportarse como si pudiera tener cualquier alineación. La mayoría de los protones se alinean en paralelo a B0, ya que se trata de un estado de energía más bajo. A continuación, se aplica un pulso de radiofrecuencia, que puede excitar a los protones de la alineación paralela a la antiparalela, sólo esta última es relevante para el resto de la discusión. En respuesta a la fuerza que los devuelve a su orientación de equilibrio, los protones experimentan un movimiento de rotación (precesión), muy parecido al de una rueda que gira bajo el efecto de la gravedad. Los protones volverán al estado de baja energía por el proceso de relajación de la red de espín. Esto aparece como un flujo magnético, que produce un voltaje cambiante en las bobinas del receptor para dar la señal. La frecuencia a la que resuena un protón o un grupo de protones en un voxel depende de la fuerza del campo magnético local alrededor del protón o del grupo de protones, un campo más fuerte corresponde a una mayor diferencia de energía y a fotones de mayor frecuencia. Mediante la aplicación de campos magnéticos adicionales (gradientes) que varían linealmente en el espacio, se pueden seleccionar cortes específicos para la obtención de imágenes, y se obtiene una imagen tomando la transformada de Fourier bidimensional de las frecuencias espaciales de la señal (espacio k). Debido a la fuerza magnética de Lorentz de B0 sobre la corriente que fluye en las bobinas de gradiente, éstas tratarán de moverse produciendo fuertes sonidos de golpeteo, para los que los pacientes necesitan protección auditiva.

## Historia
El escáner de resonancia magnética fue desarrollado entre 1975 y 1977 en la Universidad de Nottingham por el profesor Raymond Andrew FRS FRSE a raíz de sus investigaciones sobre la resonancia magnética nuclear. El escáner de cuerpo entero se creó en 1978.

## Magnetismo nuclear
Las partículas subatómicas tienen la propiedad mecánica cuántica del espín. Algunos núcleos, como el 1H (protones), el 2H, el 3He, el 23Na o el 31P, tienen un espín distinto de cero y, por tanto, un momento magnético. En el caso de los llamados núcleos de espín-1⁄2, como el 1H, existen dos estados de espín, a veces denominados arriba y abajo. Los núcleos como el 12C no tienen neutrones ni protones no apareados, y no tienen espín neto; sin embargo, el isótopo 13C sí lo tiene.
Cuando estos espines se colocan en un fuerte campo magnético externo, precesan alrededor de un eje a lo largo de la dirección del campo. Los protones se alinean en dos estados propios de energía (efecto Zeeman): uno de baja energía y otro de alta energía, que están separados por una energía de separación muy pequeña.

### Resonancia y relajación
La mecánica cuántica es necesaria para modelar con precisión el comportamiento de un solo protón, sin embargo, la mecánica clásica puede utilizarse para describir adecuadamente el comportamiento del conjunto de protones. Al igual que con otras partículas de espín {\displaystyle 1/2}1/2, cuando se mide el espín de un solo protón sólo puede tener uno de los dos resultados comúnmente llamados paralelo y antiparalelo. Cuando hablamos del estado de un protón o protones nos referimos a la función de onda de ese protón que es una combinación lineal de los estados paralelo y antiparalelo.
En presencia del campo magnético, B0, los protones parecerán precesar a la frecuencia de Larmor determinada por la relación giro-magnética de la partícula y la intensidad del campo. Los campos estáticos utilizados más comúnmente en la RMN provocan una precesión que corresponde a un fotón de radiofrecuencia (RF).
La magnetización longitudinal neta en equilibrio termodinámico se debe a un pequeño exceso de protones en el estado de menor energía. Esto da lugar a una polarización neta que es paralela al campo externo. La aplicación de un pulso de RF puede inclinar este vector de polarización neta hacia un lado (con, por ejemplo, un pulso de 90°), o incluso invertirlo (con un pulso de 180°). Los protones entrarán en fase con el pulso de RF y, por tanto, entre sí.
La recuperación de la magnetización longitudinal se denomina relajación longitudinal o T1 y ocurre exponencialmente con una constante de tiempo T1. La pérdida de coherencia de fase en el plano transversal se denomina relajación transversal o T2. T1 se asocia así a la entalpía del sistema de espín, o al número de núcleos con espín paralelo frente a los antiparalelos. El T2, en cambio, se asocia a la entropía del sistema, o al número de núcleos en fase.
Cuando el pulso de radiofrecuencia se apaga, la componente vectorial transversal produce un campo magnético oscilante que induce una pequeña corriente en la bobina del receptor. Esta señal se denomina decaimiento por inducción libre (FID). En un experimento de resonancia magnética nuclear idealizado, la FID decae aproximadamente de forma exponencial con una constante de tiempo T2. Sin embargo, en la práctica de la RMN existen pequeñas diferencias en el campo magnético estático en diferentes ubicaciones espaciales ("inhomogeneidades") que hacen que la frecuencia de Larmor varíe en el cuerpo. Esto crea una interferencia destructiva que acorta la FID. La constante de tiempo para el decaimiento observado del FID se denomina tiempo de relajación T*
2 y siempre es más corta que T2. Al mismo tiempo, la magnetización longitudinal comienza a recuperarse exponencialmente con una constante de tiempo T1 que es mucho mayor que T2 (véase más adelante).
En la RMN, el campo magnético estático se aumenta mediante una bobina de gradiente de campo para que varíe a lo largo de la región escaneada, de modo que las diferentes localizaciones espaciales se asocian con diferentes frecuencias de precesión. Sólo las regiones en las que el campo es tal que las frecuencias de precesión coinciden con la frecuencia de RF experimentarán excitación. Por lo general, estos gradientes de campo se modulan para barrer a través de la región que se va a escanear, y es la variedad casi infinita de secuencias de pulsos de RF y gradientes lo que da a la RM su versatilidad. El cambio de gradiente de campo difunde la señal FID que responde en el dominio de la frecuencia, pero ésta puede recuperarse y medirse mediante un gradiente de reenfoque (para crear el llamado "eco de gradiente"), o mediante un pulso de radiofrecuencia (para crear el llamado "eco de espín"), o en el postprocesamiento digital de la señal difundida. Todo el proceso puede repetirse cuando se ha producido cierta relajación en T1 y se ha restablecido más o menos el equilibrio térmico de los espines. El tiempo de repetición (TR) es el tiempo entre dos excitaciones sucesivas del mismo corte.
Normalmente, en los tejidos blandos T1 es de alrededor de un segundo, mientras que T2 y T*
2 son de unas decenas de milisegundos. Sin embargo, estos valores pueden variar mucho entre diferentes tejidos, así como entre diferentes campos magnéticos externos. Este comportamiento es uno de los factores que confieren a la IRM su enorme contraste con los tejidos blandos.
Los agentes de contraste de la RM, como los que contienen gadolinio (III), actúan alterando (acortando) los parámetros de relajación, especialmente el T1.

## Imagen

### Esquemas de imagen
Se han ideado varios esquemas para combinar los gradientes de campo y la excitación por radiofrecuencia para crear una imagen:
Reconstrucción 2D o 3D a partir de proyecciones, como en la tomografía computarizada.
Construcción de la imagen punto por punto o línea por línea.
Gradientes en el campo de radiofrecuencia en lugar del campo estático.
Aunque cada uno de estos esquemas se utiliza ocasionalmente en aplicaciones especializadas, la mayoría de las imágenes de RM actuales se crean mediante la técnica de transformada de Fourier bidimensional (2DFT) con selección de cortes, o mediante la técnica de transformada de Fourier tridimensional (3DFT). Otro nombre para la 2DFT es spin-warp. Lo que sigue es una descripción de la técnica 2DFT con selección de cortes.
La técnica 3DFT es bastante similar, salvo que no hay selección de cortes y la codificación de fase se realiza en dos direcciones distintas.

#### Imagenecoplanar
Otro esquema que se utiliza a veces, especialmente en la exploración del cerebro o cuando se necesitan imágenes muy rápidamente, es el denominado imagen ecoplanar (EPI): En este caso, cada excitación de RF va seguida de un tren de ecos de gradiente con diferente codificación espacial. La EPI multiplexada es aún más rápida, por ejemplo, para la RMNf de todo el cerebro o la RMN de difusión.

### Contraste de imagen y mejora del contraste
El contraste de la imagen se crea por las diferencias en la fuerza de la señal de RMN recuperada de diferentes lugares dentro de la muestra. Esto depende de la densidad relativa de los núcleos excitados (normalmente protones de agua), de las diferencias en los tiempos de relajación (T1, T2 y T*
2) de esos núcleos después de la secuencia de pulsos, y a menudo de otros parámetros que se comentan en las exploraciones de RM especializadas. El contraste en la mayoría de las imágenes de RM es en realidad una mezcla de todos estos efectos, pero el diseño cuidadoso de la secuencia de pulsos de imagen permite enfatizar un mecanismo de contraste mientras se minimizan los otros. La capacidad de elegir diferentes mecanismos de contraste proporciona a la RM una enorme flexibilidad. En el cerebro, la ponderación T1 hace que las conexiones nerviosas de la materia blanca aparezcan blancas, y las congregaciones de neuronas de la materia gris aparezcan grises, mientras que el líquido cefalorraquídeo (LCR) aparece oscuro. El contraste de la materia blanca, la materia gris y el líquido cefalorraquídeo se invierte con las imágenes T2 o T*
2, mientras que las imágenes ponderadas por densidad de protones proporcionan poco contraste en sujetos sanos. Además, parámetros funcionales como el flujo sanguíneo cerebral (FSC), el volumen sanguíneo cerebral (VSC) o la oxigenación de la sangre pueden afectar a T1, T2 y T*
2 y, por tanto, pueden codificarse con secuencias de pulso adecuadas.
En algunas situaciones no es posible generar suficiente contraste de imagen para mostrar adecuadamente la anatomía o patología de interés ajustando únicamente los parámetros de imagen, en cuyo caso se puede administrar un agente de contraste. Esto puede ser tan simple como agua, tomada por vía oral, para obtener imágenes del estómago y del intestino delgado. Sin embargo, la mayoría de los agentes de contraste utilizados en la RM se seleccionan por sus propiedades magnéticas específicas. Lo más habitual es que se administre un agente de contraste paramagnético (normalmente un compuesto de gadolinio). Los tejidos y fluidos realzados con gadolinio aparecen extremadamente brillantes en las imágenes ponderadas en T1. Esto proporciona una alta sensibilidad para la detección de tejidos vasculares (por ejemplo, tumores) y permite la evaluación de la perfusión cerebral (por ejemplo, en los accidentes cerebrovasculares). Recientemente se ha planteado la preocupación por la toxicidad de los agentes de contraste a base de gadolinio y su impacto en las personas con función renal alterada. (Ver Seguridad/Agentes de contraste más abajo).
Más recientemente, los agentes de contraste superparamagnéticos, por ejemplo, las nanopartículas de óxido de hierro, están disponibles. Estos agentes aparecen muy oscuros en las imágenes ponderadas en T*
2 y pueden utilizarse para obtener imágenes del hígado, ya que el tejido hepático normal retiene el agente, pero las zonas anormales (por ejemplo, cicatrices o tumores) no. También pueden tomarse por vía oral, para mejorar la visualización del tracto gastrointestinal y evitar que el agua del tracto gastrointestinal oscurezca otros órganos (por ejemplo, el páncreas). Los agentes diamagnéticos, como el sulfato de bario, también se han estudiado para su posible uso en el tracto gastrointestinal, pero se utilizan con menos frecuencia.

### espacio k
En 1983, Ljunggren y Twieg introdujeron de forma independiente el formalismo del espacio k, una técnica que resultó muy valiosa para unificar las diferentes técnicas de imagen de RM. Demostraron que la señal de RM demodulada S(t) generada por espines nucleares en libre precesión en presencia de un gradiente de campo magnético lineal G es igual a la transformada de Fourier de la densidad de espín efectiva. Matemáticamente:
{\displaystyle S(t)={\tilde {\rho }}_{\mathrm {eff} }\left({\vec {k}}(t)\right)\equiv \int _{-\infty }^{\infty }\mathrm {d} {\vec {x}}\ \rho ({\vec {x}})\cdot e^{2\pi i\ {\vec {k}}(t)\cdot {\vec {x}}}}
{\displaystyle {\vec {k}}(t)\equiv \int _{0}^{t}{\vec {G}}(\tau )\ \mathrm {d} \tau }
En otras palabras, a medida que avanza el tiempo la señal traza una trayectoria en el espacio k con el vector de velocidad de la trayectoria proporcional al vector del gradiente de campo magnético aplicado. Con el término densidad de espín efectiva nos referimos a la verdadera densidad de espín {\displaystyle \rho ({\vec {x}})} corregida por los efectos de la preparación T1, el decaimiento T2, el decaimiento debido a la inhomogeneidad del campo, el flujo, la difusión, etc. y cualquier otro fenómeno que afecte a la cantidad de magnetización transversal disponible para inducir la señal en la sonda de RF o su fase con respecto al campo electromagnético de la bobina receptora.
De la fórmula básica del espacio k, se deduce inmediatamente que reconstruimos una imagen {\displaystyle I({\vec {x}})} simplemente tomando la transformada inversa de Fourier de los datos muestreados, a saber
{\displaystyle I\left({\vec {x}}\right)=\int _{-\infty }^{\infty }\mathrm {d} {\vec {k}}\ S\left({\vec {k}}(t)\right)\cdot e^{-2\pi i\ {\vec {k}}(t)\cdot {\vec {x}}}}
Utilizando el formalismo del espacio k, una serie de ideas aparentemente complejas se vuelven sencillas. Por ejemplo, resulta muy fácil (para los físicos, en particular) entender el papel de la codificación de fase (el llamado método de spin-warp). En una exploración estándar de eco de espín o eco de gradiente, en la que el gradiente de lectura (o vista) es constante (por ejemplo, G), se explora una sola línea del espacio k por excitación de RF. Cuando el gradiente de codificación de fase es cero, la línea escaneada es el eje kx. Cuando se añade un pulso de codificación de fase distinto de cero entre la excitación de RF y el comienzo del gradiente de lectura, esta línea se mueve hacia arriba o hacia abajo en el espacio k, es decir, escaneamos la línea ky = constante.
El formalismo del espacio k también facilita la comparación de diferentes técnicas de exploración. En la EPI de disparo único, todo el espacio k se explora en un solo disparo, siguiendo una trayectoria sinusoidal o en zig-zag. Dado que las líneas alternas del espacio k se escanean en direcciones opuestas, esto debe tenerse en cuenta en la reconstrucción. Las técnicas EPI multidisparo y eco de espín rápido adquieren sólo una parte del espacio k por excitación. En cada disparo, se adquiere un segmento intercalado diferente, y los disparos se repiten hasta que el espacio k está suficientemente bien cubierto. Dado que los datos en el centro del espacio k representan frecuencias espaciales más bajas que los datos en los bordes del espacio k, el valor de TE para el centro del espacio k determina el contraste T2 de la imagen.
La importancia del centro del espacio k para determinar el contraste de la imagen puede ser explotada en técnicas de imagen más avanzadas. Una de estas técnicas es la adquisición en espiral: se aplica un gradiente de campo magnético giratorio, lo que hace que la trayectoria en el espacio k sea en espiral desde el centro hasta el borde. Debido al decaimiento de T2 y T*
2, la señal es mayor al principio de la adquisición, por lo que adquirir primero el centro del espacio k mejora la relación contraste/ruido (CNR) en comparación con las adquisiciones convencionales en zig-zag, especialmente en presencia de movimientos rápidos.
Dado que {\displaystyle {\vec {x}}} y {\displaystyle {\vec {k}}} son variables conjugadas (con respecto a la transformada de Fourier) podemos utilizar el teorema de Nyquist para demostrar que un paso en el espacio k determina el campo de visión de la imagen (frecuencia máxima que se muestrea correctamente) y el valor máximo de k muestreado determina la resolución; es decir
{\displaystyle {\rm {FOV}}\propto {\frac {1}{\Delta k}}\qquad \mathrm {Resolution} \propto |k_{\max }|\ .}
(Estas relaciones se aplican a cada eje independientemente).

## Escáner de resonancia magnética

### Construcción y funcionamiento
Los principales componentes de un escáner de RMN son: el imán principal, que polariza la muestra, las bobinas de calce para corregir las inhomogeneidades del campo magnético principal, el sistema de gradiente que se utiliza para localizar la señal de RMN y el sistema de RF, que excita la muestra y detecta la señal de RMN resultante. Todo el sistema está controlado por uno o varios ordenadores.

### Imán
El imán es el componente más grande y más caro del escáner, y el resto del escáner se construye alrededor de él. La fuerza del imán se mide en teslas (T). Los imanes clínicos suelen tener una intensidad de campo de entre 0,1 y 1,0 T, con sistemas de investigación disponibles de hasta 9,4 T para uso humano y 21 T para sistemas animales. En los Estados Unidos, la FDA ha aprobado intensidades de campo de hasta 4 T para uso clínico.
Tan importante como la fuerza del imán principal es su precisión. La rectitud de las líneas magnéticas dentro del centro (o, como se conoce técnicamente, el isocentro) del imán debe ser casi perfecta. Esto se conoce como homogeneidad. Las fluctuaciones (inhomogeneidades en la intensidad del campo) dentro de la región de exploración deben ser inferiores a tres partes por millón (3 ppm). Se han utilizado tres tipos de imanes:
Imán permanente: Los imanes convencionales fabricados con materiales ferromagnéticos (por ejemplo, aleaciones de acero que contienen elementos de tierras raras como el neodimio) pueden utilizarse para proporcionar el campo magnético estático. Un imán permanente lo suficientemente potente como para ser utilizado en una resonancia magnética será extremadamente grande y voluminoso; pueden pesar más de 100 toneladas. Las resonancias magnéticas con imanes permanentes son muy baratas de mantener; esto no puede decirse de los otros tipos de imanes para resonancia magnética, pero el uso de imanes permanentes tiene importantes inconvenientes. Sólo son capaces de alcanzar intensidades de campo débiles en comparación con otros imanes de IRM (normalmente menos de 0,4 T) y su precisión y estabilidad son limitadas. Los imanes permanentes también presentan problemas de seguridad especiales; como sus campos magnéticos no pueden "apagarse", los objetos ferromagnéticos son prácticamente imposibles de retirar de ellos una vez que entran en contacto directo. Los imanes permanentes también requieren un cuidado especial cuando se llevan al lugar de instalación.
Electroimán resistivo: Un solenoide enrollado con hilo de cobre es una alternativa al imán permanente. Su ventaja es el bajo coste inicial, pero la intensidad y estabilidad del campo son limitadas. El electroimán requiere una cantidad considerable de energía eléctrica durante su funcionamiento, lo que puede encarecerlo. Este diseño está esencialmente obsoleto.
Electroimán superconductor: Cuando una aleación de niobio-titanio o niobio-estaño se enfría con helio líquido a 4 K (-269 °C, -452 °F) se convierte en superconductor, perdiendo la resistencia al flujo de corriente eléctrica. Un electroimán construido con superconductores puede tener intensidades de campo extremadamente altas, con una estabilidad muy elevada. La construcción de estos imanes es extremadamente costosa, y el helio criogénico es caro y difícil de manejar. Sin embargo, a pesar de su coste, los imanes superconductores refrigerados por helio son el tipo más común que se encuentra en los escáneres de IRM hoy en día.
La mayoría de los imanes superconductores tienen sus bobinas de hilo superconductor sumergidas en helio líquido, dentro de un recipiente llamado criostato. A pesar del aislamiento térmico, que a veces incluye un segundo criostato que contiene nitrógeno líquido, el calor ambiental hace que el helio hierva lentamente. Por ello, estos imanes necesitan ser rellenados regularmente con helio líquido. Por lo general, se utiliza un criorefrigerador, también conocido como cabeza fría, para reconducir parte del vapor de helio al baño de helio líquido. En la actualidad, varios fabricantes ofrecen escáneres "sin criógeno", en los que, en lugar de sumergirse en helio líquido, el cable del imán se enfría directamente mediante un refrigerador criogénico. También se puede enfriar el imán colocando cuidadosamente helio líquido en puntos estratégicos, lo que reduce drásticamente la cantidad de helio líquido utilizado, o bien se pueden utilizar superconductores de alta temperatura en su lugar.
Los imanes están disponibles en una gran variedad de formas. Sin embargo, los imanes permanentes suelen tener forma de "C" y los superconductores suelen ser cilíndricos. También se han utilizado imanes superconductores en forma de C e imanes permanentes en forma de caja.
La intensidad del campo magnético es un factor importante para determinar la calidad de la imagen. Los campos magnéticos más altos aumentan la relación señal/ruido, lo que permite una mayor resolución o una exploración más rápida. Sin embargo, las intensidades de campo más elevadas requieren imanes más costosos, con mayores costes de mantenimiento, y tienen mayores problemas de seguridad. Una intensidad de campo de 1,0-1,5 T es un buen compromiso entre coste y rendimiento para el uso médico general. Sin embargo, para ciertos usos especializados (por ejemplo, la obtención de imágenes cerebrales) son deseables intensidades de campo más altas, y algunos hospitales utilizan ahora escáneres de 3,0 T.

### Calzas
Cuando el escáner de RM se coloca en el hospital o la clínica, su campo magnético principal dista mucho de ser lo suficientemente homogéneo como para ser utilizado para la exploración. Por ello, antes de realizar un ajuste fino del campo mediante una muestra, es necesario medir el campo magnético del imán y calzarlo.
Una vez colocada una muestra en el escáner, el campo magnético principal se ve distorsionado por los límites de susceptibilidad dentro de esa muestra, lo que provoca una pérdida de señal (regiones que no muestran señal) y distorsiones espaciales en las imágenes adquiridas. En el caso de los seres humanos o los animales, el efecto es especialmente pronunciado en los límites entre el aire y el tejido, como los senos paranasales (debido al oxígeno paramagnético del aire), lo que dificulta, por ejemplo, la obtención de imágenes de los lóbulos frontales del cerebro. Para restablecer la homogeneidad del campo, se incluye en el escáner un conjunto de bobinas de compensación. Se trata de bobinas resistivas, normalmente a temperatura ambiente, capaces de producir correcciones de campo distribuidas en varios órdenes de armónicos esféricos.
Después de colocar la muestra en el escáner, el campo B0 se "calza" ajustando las corrientes en las bobinas de calce. La homogeneidad del campo se mide examinando una señal FID en ausencia de gradientes de campo. El FID de una muestra mal calibrada mostrará una envolvente de decaimiento compleja, a menudo con muchas jorobas. Las corrientes de calzos se ajustan para producir un FID de gran amplitud con decaimiento exponencial, indicando un campo B0 homogéneo. El proceso suele estar automatizado.

### Gradientes
Las bobinas de gradientes se utilizan para codificar espacialmente las posiciones de los protones variando el campo magnético linealmente a lo largo del volumen de imagen. La frecuencia de Larmor variará entonces en función de la posición en los ejes x, y y z.
Las bobinas de gradiente suelen ser electroimanes resistivos alimentados por sofisticados amplificadores que permiten un ajuste rápido y preciso de su intensidad y dirección de campo. Los sistemas de gradientes típicos son capaces de producir gradientes de 20-100 mT/m (es decir, en un imán de 1,5 T, cuando se aplica un gradiente máximo en el eje z, la intensidad de campo puede ser de 1,45 T en un extremo de un agujero de 1 m de longitud y de 1,55 T en el otro). Son los gradientes magnéticos los que determinan el plano de obtención de imágenes, ya que los gradientes ortogonales pueden combinarse libremente, por lo que puede seleccionarse cualquier plano para la obtención de imágenes.
La velocidad de exploración depende del rendimiento del sistema de gradientes. Los gradientes más potentes permiten obtener imágenes más rápidas o una mayor resolución; del mismo modo, los sistemas de gradientes capaces de cambiar más rápido también pueden permitir una exploración más rápida. Sin embargo, el rendimiento de los gradientes está limitado por la seguridad de la estimulación nerviosa.
Algunas características importantes de los amplificadores de gradiente y las bobinas de gradiente son la velocidad de giro y la intensidad del gradiente. Como se ha mencionado anteriormente, una bobina de gradiente creará un campo magnético adicional que varía linealmente y que se suma o resta al campo magnético principal. Este campo magnético adicional tendrá componentes en las 3 direcciones, es decir, x, y y z; sin embargo, sólo el componente a lo largo del campo magnético (normalmente llamado eje z, por lo que se denota Gz) es útil para la obtención de imágenes. A lo largo de cualquier eje, el gradiente se sumará al campo magnético en un lado de la posición cero y se restará de él en el otro lado. Como el campo adicional es un gradiente, tiene unidades de gauss por centímetro o militesla por metro (mT/m). Las bobinas de gradiente de alto rendimiento utilizadas en la RMN suelen ser capaces de producir un campo magnético de gradiente de aproximadamente 30 mT/m o superior para una RMN de 1,5 T. La velocidad de giro de un sistema de gradientes es una medida de la rapidez con la que los gradientes pueden activarse o desactivarse. Los gradientes típicos de mayor rendimiento tienen una velocidad de giro de hasta 100-200 T-m-1-s-1. La velocidad de giro depende tanto de la bobina de gradiente (se necesita más tiempo para subir o bajar una bobina grande que una pequeña) como del rendimiento del amplificador de gradiente (se necesita mucho voltaje para superar la inductancia de la bobina) y tiene una influencia significativa en la calidad de la imagen.

### Sistema de radiofrecuencia
El sistema de transmisión por radiofrecuencia (RF) consta de un sintetizador de RF, un amplificador de potencia y una bobina de transmisión. Dicha bobina suele estar integrada en el cuerpo del escáner. La potencia del transmisor es variable, pero los escáneres de cuerpo entero de gama alta pueden tener una potencia de salida máxima de hasta 35 kW, y ser capaces de mantener una potencia media de 1 kW. Aunque estos campos electromagnéticos se encuentran en el rango de RF de decenas de megahercios (a menudo en la porción de radio de onda corta del espectro electromagnético) a potencias que suelen superar las más altas utilizadas por los radioaficionados, hay muy poca interferencia de RF producida por la máquina de IRM. La razón de esto, es que el MRI no es un transmisor de radio. El campo electromagnético de frecuencia de RF producido en la "bobina transmisora" es un campo cercano magnético con muy poco componente de campo eléctrico cambiante asociado (como el que tienen todas las transmisiones de ondas de radio convencionales). Así, el campo electromagnético de alta potencia producido en la bobina transmisora de RM no produce mucha radiación electromagnética en su frecuencia de RF, y la potencia queda confinada en el espacio de la bobina y no se irradia como "ondas de radio". Por lo tanto, la bobina transmisora es un buen transmisor del campo electromagnético en la radiofrecuencia, pero un mal transmisor de la radiación electromagnética en la radiofrecuencia.
El receptor está formado por la bobina, el preamplificador y el sistema de procesamiento de la señal. Las radiaciones electromagnéticas de RF producidas por la relajación nuclear en el interior del sujeto son verdaderas radiaciones EM (ondas de radio), y éstas salen del sujeto como radiaciones de RF, pero son de tan baja potencia que tampoco causan interferencias de RF apreciables que puedan ser captadas por los sintonizadores de radio cercanos (además, los escáneres de RM suelen estar situados en salas forradas de malla metálica que actúan como jaulas de Faraday).
Aunque es posible explorar utilizando la bobina integrada para la transmisión de RF y la recepción de la señal de RM, si se obtiene una imagen de una región pequeña, se obtiene una mejor calidad de imagen (es decir, una mayor relación señal/ruido) utilizando una bobina más pequeña y ajustada. Existe una gran variedad de bobinas que se ajustan a partes del cuerpo como la cabeza, la rodilla, la muñeca, el pecho o, internamente, el recto.
Un avance reciente en la tecnología de la IRM ha sido el desarrollo de sofisticadas bobinas phased array multielemento que son capaces de adquirir múltiples canales de datos en paralelo. Esta técnica de "imágenes paralelas" utiliza esquemas de adquisición únicos que permiten acelerar la obtención de imágenes, sustituyendo parte de la codificación espacial originada por los gradientes magnéticos por la sensibilidad espacial de los distintos elementos de la bobina. Sin embargo, la mayor aceleración también reduce la relación señal-ruido y puede crear artefactos residuales en la reconstrucción de la imagen. Dos esquemas de adquisición y reconstrucción en paralelo utilizados con frecuencia se conocen como SENSE y GRAPPA. Aquí se puede encontrar una revisión detallada de las técnicas de obtención de imágenes en paralelo: